# 小罗加恩
小罗加恩是德国梅克伦堡-前波莫瑞州的一个市镇。总面积11.00平方公里，总人口1272人，其中男性616人，女性656人（2011年12月31日），人口密度116人/平方公里。